# Folland Midge
Folland Midge là một loại máy bay tiêm kích hạng nhẹ cận âm của Anh.

## Tính năng kỹ chiến thuật
Dữ liệu lấy từ The Encyclopedia of World Aircraft
Đặc điểm tổng quát
- Tổ lái: 1
- Chiều dài: 28 ft 9 in (8,76 m)
- Sải cánh: 20 ft 8 in (6,30 m)
- Chiều cao: 9 ft 3 in (2,82 m)
- Diện tích cánh: 125 ft² (11,61 m²)
- Trọng lượng cất cánh tối đa: 4.500 lb (2.041 kg)
- Động cơ: 1 × Armstrong Siddeley Viper 101 , 1.640 lbf (7.295 N)

 Hiệu suất bay 
- Vận tốc cực đại: 600 mph (966 km/h)
- Trần bay: 40.000 ft (12.191 m)